# King Crimson
A King Crimson angol progresszív rock-együttest Robert Fripp gitáros és Michael Giles dobos alapította 1969-ben. Bár stílusát leggyakrabban a progresszív rock kategóriájába sorolják, zenéjükre a dzsessz, a klasszikus zene, a kísérleti zene, a pszichedelikus rock, az új hullám, a heavy metal, a gamelán és a folkzene is komoly hatást gyakorolt. Annak ellenére, hogy az együttes dalait a rádiók ritkán játsszák, az elmúlt évtizedekben széles rajongótáborra tett szert, ennek ellenére sosem értek el olyan széles sikereket, mint az olyan progresszív rockegyüttesek, mint a Genesis, a Pink Floyd vagy az Emerson, Lake & Palmer. Első, In the Court of the Crimson King című albumukat a progresszív rock egyik mérföldkövének tartják. Későbbi zenei kísérleteik több más együttesre hatottak.
Az 1960-as évek végén az együttesnek fontos szerepe volt a mellotron népszerűsítésében. Az 1970-es évek elején – a dzsesszel és a funkkal való kísérletezés idején – a King Crimson felállása gyakran változott. Az 1970-es évek közepe felé az együttes sajátos improvizációs stílust alakított ki és a felállás is stabilnak mutatkozott – egészen 1974-ig, amikor a King Crimson feloszlott. Az együttes 1981-ben három évre újjáalakult, hangzását ekkoriban a gamelán és az új hullám befolyásolta. Az 1994-es második újjáalakulást követően a King Crimson sikerrel ötvözte az 1970-es és 1980-as évekre jellemző hangzását. A 90-es években készült lemezeken megfigyelhető az indusztriális zene és a drum and bass befolyása is, de az együttes kísérletezőkedvét bizonyítják a MIDI eszközök és a gitárszintetizátorok használata is.
Bár a King Crimsonban rengeteg zenész megfordult, az együttes még ma is aktív. Fripp, az együttes egyetlen állandó tagja több jellegzetes felállást hívott életre, ám saját megfogalmazása szerint nem tartja magát az együttes vezetőjének. Szerinte a King Crimson „a dolgok alakításának egyik módja”, és megjegyezte, hogy sosem akarta, hogy az együttes vezetőjének tartsák. Fripp nevéhez számtalan projekt fűződik, de az együttes korábbi és jelenlegi tagjainak a nevéhez is számtalan egyéb formáció köthető.

## Az együttes története
Az együttes történetét öt különböző, stílusában elkülönülő, rövidebb-hosszabb szünetekkel megszakított szakaszra lehet osztani:
- 1969–1971 – Az első négy album időszaka, amelyben az együttes zenéjét elsősorban a klasszikus zene, a dzsessz és a pszichedelikus rock határozta meg. Ebben a korszakban az együttes zenéjére a műfaji változatosság és a gazdag hangszerelés a legjellemzőbb.
- 1972–1975 – Az együttes teljes személyi átalakulását követően az együttes hangzásvilágára erőteljes befolyást gyakorol Stravinsky zenéje, a free jazz és a hard rock; emellett mind a stúdióalbumokon, mind a koncertfelvételeken jellemzővé válnak az elnyújtott improvizációk.
- 1981–1984 – Az együttes 1980-as években rögzített három lemezén a modern, sokszor minimalista hangzásvilág, és az új hullám (new wave) jegyei uralják az együttes zenéjét.
- 1995–1997 – Az együttes 1990-es években kialakított „dupla-trió” kísérletének időszaka, melynek lemezein egy, a korábbiaknál keményebb hangzásvilág jelenik meg az együttes zenéjében, éppúgy, mint az az együttes tagjai által, ebben az időszakban létrehozott mellékprojekteknél (ProjeKct One, a ProjeKct Two, a ProjeKct Three és ProjeKct Four) tapasztalható.
- 2000–napjainkig – Az együttes Belew, Fripp, Gunn és Mastelotto nevével fémjelzett „dupla-duó” korszaka.

### A kezdetek
A King Crimson közvetlen előzményét a Giles, Giles & Fripp elnevezésű együttes képezi, amelyet Michael Giles dobos, Peter Giles basszusgitáros és Robert Fripp gitáros alapított 1967-ben. 1968 nyarán az együttes, az angol Deram Records lemezcég (a Decca Record leányvállalata) égisze alatt elkészítette első és egyetlen nagylemezét, a The Cheerful Insanity of Giles, Giles and Fripp című albumot és a One In a Million című kislemezt. Az együttes bemutatkozó albuma gyászos fogadtatásra talált a nagyközönség részéről, mindössze 600 példány talált gazdára belőle.
Még az album felvételei alatt megkezdődtek a személyi változások az együttesen belül. 1968 júniusában csatlakozott az együtteshez a számos hangszeren játszó Ian McDonald és barátnője, Judy Dyble énekesnő, aki csupán pár hétig vett részt a zenekar munkájában. Ezzel egy időben érkezett az együtteshez McDonald korábbi kollégája, a szövegíró Peter Sinfield, aki később a szövegíráson felül szintetizátoron is játszott, és az együttes színpadi megjelenésének részét képező fénytechnikáért volt felelős. A kiábrándult Peter Giles 1968 októberében bejelentette távozását, melynek következtében helyét Fripp gyermekkori barátja, Greg Lake basszusgitáros énekes vette át, aki pont akkor lépett ki korábbi zenekarából, a Gods elnevezésű formációból, ahol olyan zenészekkel játszott együtt, mint Lee Kerslake és Ken Hensley, későbbi Uriah Heep tagok.
Az így létrejött kvartett (Sinfielddel együtt kvintett) hamarosan King Crimsonra változtatta az együttes nevét. A név Peter Sinfield ötlete volt és az együttes bemutatkozó albumának a címadó, In the Court of the Crimson King című dalának szövegéből származik.
A formálódó együttes első próbáját a londoni Fulham Palace Café alagsorában tartotta 1969. január 13-án. Ezt az időpontot tartják a King Crimson hivatalos megalakulásának. A próbán Ian McDonald bemutatta új kiszélesített zenei arzenálját, amely már különféle fafúvós hangszereket és egy forradalmian új billentyűs hangszert, a mellotront is magában foglalt. Greg Lake pedig megcsillogtatta összetéveszthetetlen tenorját, amely később kifinomult légiességet adott az együttes gazdagon hangszerelt hangzásvilágának.
Tíz nappal később az együttes leszerződött az E.G. menedzserirodával, amelyet David Enthoven és John Gaydon hozott létre 1969 elején.
Az együttes első fellépésére 1969. április 9-én, a londoni Speakeasy Clubban került sor, amelyet 1969. május 16-án, a Marquee Clubban megtartott koncert követett, ahol az együttes az amerikai Steppenwolf együttes előzenekaraként lépett fel. A két koncerttel az együttes egyből komoly népszerűségre tett szert a londoni underground zenei körökben. Az igazi áttörést azonban az 1969. július 5-én a londoni Hyde Parkban megrendezett szabadtéri koncert hozta meg, ahol a Rolling Stones előzenekaraként 650.000 ember előtt léptek fel elsöprő sikerrel.

### 1969–1971

#### In the Court of the Crimson King (1969)
A King Crimson első, In the Court of the Crimson King című albuma 1969. október 10. napján látott napvilágot az Atlantic Records lemezkiadó gondozásában. Az albumot a szakirodalom a rockzene egyik legkiemelkedőbb bemutatkozó albumának tartja. Pete Townshend, a The Who együttes gitárosa az albumot egy "hátborzongató remekműnek" nevezte, míg néhány kritikus egyenesen az első eredeti progresszív rock albumnak kiáltja ki a lemezt. Bár az időbeli elsőségen lehet vitatkozni, az azonban elvitathatatlan, hogy az album, és különösen annak nyitódarabja, a 21st Century Schizoid Man című szám a progresszív rock éra egyik legmeghatározóbb darabjává, és az együttes védjegyévé vált.
A zenének a baljós szövegek, a terebélyes mellotron szólamok egy egészen komor, nagyzenekari hangzásvilágot kölcsönöznek, amely uralja a lemez túlnyomó részét. A lemezen a nyugodt, földöntúli hangulatokat drámai ritmusváltások és Fripp szögletes gitárjátéka szakítják meg, míg több számban, így különösen a 21st Century Schizoid Man című nyitódarabban a kemény rockzene és a dzsessz-elemek fúziója kölcsönöz a zenének egy egészen sajátos, újfajta hangzást. A különböző zenei stílusok bátor, újszerű vegyítése már a bemutatkozó albumon is megmutatja az együttes zenei kísérletezésre való hajlamát, amely gyakorlatilag végigkíséri a King Crimson egész életművét.
A lemez azonban nem csupán a zenei tartalom terén hozott máig ható elismertséget az együttesnek, az album borítóját mind a mai napig az egyik legjellegzetesebb rock album borítóként tartják számon. A lemez (Edvard Munch Sikoly című festményének hangulatát idéző) nyugtalanító hatású, neo-gótikus borítóját Pete Sinfield egyik barátja, a tragikusan fiatalon elhunyt Barry Godbeer grafikája díszíti.
Bár a lemez a progresszív rock szárnypróbálgatásának egyik legeredetibb és legkísérletezőbb képviselője, valahogy mégis utat talált a nagyközönséghez: 1969 novemberében az angol lemezeladási listán az 5. helyig, míg pár hónappal később Amerikában a 28. helyig kapaszkodott fel.
Néhány angliai koncert után, 1969 novemberében az együttes az Egyesült Államokba utazott, hogy egy turné keretében népszerűsítsék a bemutatkozó lemezük tengeren túli kiadását. Az együttes lelkes fogadtatása ellenére Fripp és társai még karácsony előtt visszatértek Angliába. Az együttesen belüli személyi ellentétek folytán Michael Giles és Ian MacDonald bejelentette, hogy a továbbiakban nem kívánnak a zenekar tagjai maradni. Fripp, annak érdekében, hogy egyben tartsa az együttest, maga is felajánlotta, hogy kilép. Azonban ezen igyekezete hasztalannak bizonyult; Michael Giles és Ian MacDonald elhagyta az zenekart. A King Crimson eredeti felállásában 1969. december 16-án adta utolsó koncertjét. MacDonald később, egy Michael Gilkes-lel kiadott közös lemezt követően megalapította a Foreigner-t, majd 1974-ben a King Crimson Red című albumának felvételeinél ismételten találkozhatunk a nevével.
Ezek az 1970. eleji változások kétségessé tették az együttes jövőjét. A korabeli szóbeszédek Robert Fripp-et hírbe hozták a Yes együttessel, és a Blue Whale formációval is. Greg Lake pedig még egy San Franciscó-i koncert során megállapodott a The Nice együttes billentyűsével, Keith Emersonnal egy közös zenekar alapításában.

#### In the Wake of Poseidon (1970)
Ilyen körülmények között különös szerencse volt az, hogy Fripp-nek sikerült meggyőznie Greg Lake-et és Michel Giles-t, hogy közreműködjenek az előkészületben lévő új lemez, az In the Wake of Poseidon felvételeinél. Az együttes az elkövetkező pár hónap során kiegészült a Fripp által toborzott vendégzenészekkel, többek között Keith Tippett dzsessz zongoristával és Mel Collins fúvóssal. Mivel a felvételek során Greg Lake már csak mint énekes szerepelt, néhány szám basszusgitár szólamait Peter Giles játszotta fel. Miután Lake 1970 áprilisában végleg elbúcsúzott a zenekartól, hogy teljes intenzitással új együttese, az Emerson, Lake & Palmer munkálataira tudjon koncentrálni, Fripp gyermekkori barátja, az énekes-basszusgitáros Gordon Huskell került a helyére. A lemezt egy számot leszámítva még Lake énekelte fel, azonban a Cadence and Cascade című darabban már Huskell énekhangja hallható.
A vendégzenészekkel kiegészült együttes 1970 első negyedévében vette fel az új album, az In the Wake of Poseidon hanganyagát. A Catfood / Groon címet viselő, beharangozó szólólemez 1970 márciusában, míg maga a nagylemez 1970 májusában került a lemezboltokba.
Az albumot a szaksajtó meglehetősen fanyalogva fogadta. A kritikák a bemutatkozó album, az In the Court of the Crimson King másolatának tartják a lemezt, amelyet Fripp mellotron és gitárszólamai uralnak. Az utóbbiakkal kapcsolatban azonban nem árt szem előtt tartani, hogy a lemez felvételei során, állandó zenészek híján, Fripp egymaga játszotta fel az album összes gitár és mellotron szólamát, így nem csoda, ha ezek a hangszeren határozzák meg a lemez hangzásvilágát.
Az album Angliában a 4. helyig, az Egyesült Államokban pedig a 31. helyig jutott az eladási listákon, ami kifejezetten elismerésre méltó teljesítmény, figyelembe véve azt a tényt, hogy ebben az időszakban a King Crimson egy vendégzenészekkel kiegészített, folyton változó összetételű formáció volt, így gyakorlatilag nem volt állandó együttes, amely koncertekkel népszerűsíthette volna a lemezt.

#### Lizard (1970)
1970 augusztusában Mel Collins és Gordon Haskell az együttes állandó tagja lett, szintúgy mint Andy McCulloch dobos, akit Keith Emerson ajánlott Frippnek. Az együttes ebben a felállásban készítette el harmadik, Lizard című albumát. A felvételek során - már-már szokásosnak mondható módon - számos vendégzenész segítette az együttes munkáját. A vendégzenészek közül feltétlenül kiemelést érdemel az In the Wake of Poseidon munkálatainál már közreműködő Keith Tippett zongorista, Marc Charig oboa (és angolkürt) virtuóz és nem utolsósorban Jon Anderson, a Yes énekese. A vendégzenészek jelenléte, és különösen Tippett zongorajátéka valamint a fúvósszekció dominanciája meghatározó befolyást gyakorolt a lemez stílusára. Az album hangszerelése a canterburyi szcéna hangzásvilágát idézi, amelybe Tippett zongorajátéka erőteljes dzsesszes színezetet vitt. Az alapvetően akusztikus hangszerekre támaszkodó kompozíciókhoz igazodva, Fripp maga is több felvételen akusztikus gitáron játszott. Az album teljes második oldalát a négytételes címadó darab foglalja el, amelyet Jon Anderson első tételben (Prince Rupert Awakes) hallható földöntúli énekhangja tesz egészen különlegessé. Pete Sinfield szürrealisztikus szövegei még a korábbi albumok elvontságán is túltesznek. Az elkészült lemez zenei és szövegbéli bonyolultsága nem egyezett Huskell és McCulloch művészi elképzeléseivel, így 1970 októberében mindketten elköszöntek az együttestől. Huskell a búcsút követően szólókarrierbe kezdett, McCulloch pedig csatlakozott David Greenslade együtteséhez. A Lizard című lemez 1970 decemberében jelent meg. Az albumot sokan a King Crimson lemezek fekete bárányaként tartják számon, azonban az biztosan elmondható, hogy ez az album az együttes egyik legművésziesebb alkotása, és jól tükrözi a progresszív rock együttesek 70-es évek eleji művészi útkeresését.

#### Islands (1971)
Huskell és McCullogh távozását követően Fripp egyből hozzálátott, hogy új tagokat keressen az együttesbe. Néhány meghallgatást követően (melyek során Brian Ferry, későbbi Roxy Music énekes is megfordult a próbákon) végül Ian Wallace dobosra és Raymond "Boz" Burrell énekesre esett Fripp választása, akik 1970. év végén csatlakoztak a zenekarhoz. Mivel Fripp megfelelő basszusgitárost nem talált, ezért végül úgy döntött, hogy Burrellt tanítja meg basszusgitározni.
Az együttes ezen felállásban (Fripp, Burrell, Collins, Wallace) koncertkörútra indult, melynek első németországi állomásán, 1971 áprilisában, 1969 decembere óta először lépett a nagyközönség elé. Az Európára, az Egyesült Államokra és Kanadára kiterjedő turné során az együttes főként az első három lemez anyagát játszotta, azonban a repertoárban már megjelentek az időközben született új szerzemények is.
A turné során került felvételre a King Crimson negyedik, Islands című albuma, amely 1971. december 3. napján jelent meg. Az album stílusára leginkább a zenei sokszínűség jellemző. Azon a dzsessz-rockos, dzsessz-fúziós (Formentera Lady, Sailor's Tale) és bluesos (Ladies of the Road) stílusjegyek éppúgy megtalálhatók, mint a klasszikus kamarazenei témák (Prelude: Song of the Gulls, Islands). A majd’ 12 perces címadó dal az együttes egyik legszebb felvétele, melynek témája Keith Tippet finom zongorakíséretére és a pasztorálokat idéző énekre épül.
Az album megjelenésével egyidejűleg, 1971 decemberében Peter Sinfield, aki Fripp mellett az utolsó megmaradt alapító tag volt, Fripp kérésére elhagyta az együttest. Sinfield egy rövid szólópróbálkozást követően az Emerson, Lake & Palmer állandó szövegírója lett.

#### Earthbound (1972)
Az 1972. eleji tengerentúli koncertsorozat során már érezhető volt a feszültség az együttesen belül. Wallace, Collins és Burrell játékstílusában egyre inkább teret nyertek a nyers bluesos és rhythm and blues-os elemek, amely egyértelműen megmutatkozik, az együttes első (igen rossz minőségben felvett), Earthbound című koncertlemezén is. Végül 1972 áprilisában Burrell, Collins és Wallace magára hagyta Frippet, és mindhárman csatlakoztak az angol blues-legenda, Alexis Korner által létrehozott Snape együtteshez. Burrell később a Bad Company együttesben, míg Collins egy rövid ideig a Camel-ben játszott, majd session zenészként folytatta pályafutását.
A magára maradt Robert Fripp – a maga bohém módján – a következőképpen kommentálta az együttes felbomlását: „Felfedeztem, hogy mindenki mit akar csinálni, és úgy találtam, hogy én nem akarom azt tenni.”

## Az együttes tagjai
A King Crimson együttesben számtalan zenész megfordult. Az együttes történetének 19 tagján felül, szinte megszámlálhatatlan számú zenész közreműködött a stúdióalbumok felvételeinél, vagy a koncertek során. Az együttesben megfordult zenészek túlnyomó többsége a King Crimsonon kívül is említésre méltó zenei karriert futott be. A közreműködő zenészek számát és kiterjedt munkásságát jól mutatja, hogy az ezernégyszázat is meghaladja azon nagylemezek száma, amelyet a King Crimson tagjai és volt tagjai készítettek.

### A jelenlegi felállás
- Robert Fripp – gitár, elektromos zongora, mellotron, billentyűsök (1969–napjainkig)
- Adrian Belew – gitár, ének (1981–napjainkig)
- Tony Levin – basszusgitár, chapman stick, háttérvokál (1981–85; 1994–99; 2003–napjainkig)
- Pat Mastelotto – dob, ütőhangszerek (1994–napjainkig)
- Gavin Harrison – dob (2007–napjainkig)

### Korábbi tagok
- Greg Lake – basszusgitár, ének (1969–1970)
- Michael Giles – dob, ének (1969–1970)
- Ian McDonald – szaxofon, klarinét, fuvola, mellotron, ének (1969; 1974)
- Peter Sinfield – szöveg, szintetizátor (1969–1971)
- Mel Collins – szaxofon, fuvola, ének, mellotron (1970–1972; 1974)
- Gordon Haskell – basszusgitár, ének (1970)
- Andy McCulloch – dob (1970)
- Boz Burrell – basszusgitár, ének (1971–1972)
- Ian Wallace – dob, ütőhangszerek, ének (1971–1972)
- John Wetton – basszusgitár, ének (1972–1974)
- Jamie Muir – ütőhangszerek (1972–1973)
- Bill Bruford – dob, ütőhangszerek (1972–1998)
- David Cross – hegedű, brácsa, fuvola, mellotron, elektromos zongora, billentyűs hangszerek (1972–1974)
- Richard Palmer-James – szöveg (1972–1974)
- Trey Gunn – Warr-gitár, chapman stick (1994–2003)

### Alkalmi és vendégzenészek
Peter Giles, Michael Giles testvére és a Giles, Giles & Fripp együttes korábbi tagja, az In the Wake of Poseidon című albumon basszusgitárosként szerepelt, mivel ezen az albumon Greg Lake már csak énekesként működött közre. Az együttes Lizard és Islands című albumain hallható dzsesszes hangzásvilágban is igen nagy szerepe volt a nevezett albumokon segédkező vendégzenészeknek, akik közül kiemelést érdemel Keith Tippett (zongora), Mark Charig (szárnykürt), Nick Evans (harsona) Harry Miller (nagybőgő), Robin Miller (oboa) és Paulina Lucas (ének). Fontos megemlíteni Jon Andersont, a Yes együttes tagját, aki a Lizard album címadó dalában énekelt. Az 1975-ben kiadott USA koncertalbumon Eddie Jobson közreműködött hegedűn (Larks’ Tongues in Aspic Part 2) és elektromos zongorán (Lament).

## Diszkográfia
Stúdióalbumok
- In the Court of the Crimson King (1969)
- In the Wake of Poseidon (1970)
- Lizard (1970)
- Islands (1971)
- Larks’ Tongues in Aspic (1973)
- Starless and Bible Black (1974)
- Red (1974)
- Discipline (1981)
- Beat (1982)
- Three of a Perfect Pair (1984)
- Thrak (1995)
- The ConstruKction of Light (2000)
- The Power to Believe (2003)